# 5. Klavierkonzert (Beethoven)

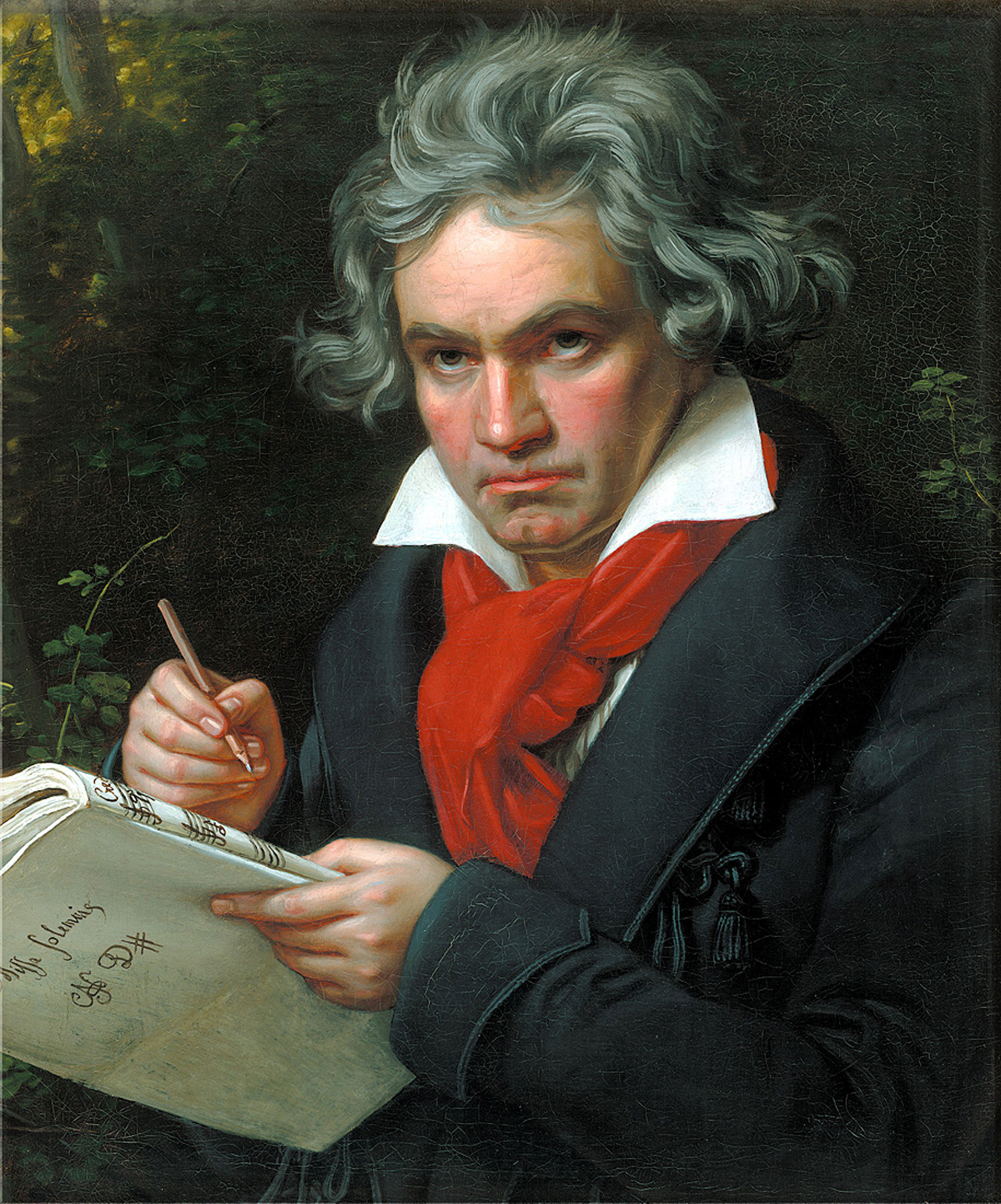
Ludwig van Beethoven (Gemälde von Joseph Karl Stieler, 1820)

Das 5. Klavierkonzert Es-Dur op. 73 ist Ludwig van Beethovens letztes vollendetes Klavierkonzert. Im englischsprachigen Raum ist dieses Meisterwerk auch unter dem Titel Emperor Concerto bekannt und gehört heutzutage zu den beliebtesten und meistgespielten Klavierkonzerten weltweit. Die Spieldauer beträgt circa 40 Minuten.

## Entstehung und Wirkung
Das Konzert entstand von Dezember 1808 bis April 1809 und ist Erzherzog Rudolph gewidmet. Europa befand sich mitten in den Napoleonischen Kriegen. Im April hatte Österreich Frankreich den Krieg erklärt. Mitte Mai 1809 wurde Wien von den französischen Truppen unter Napoleon Bonaparte bombardiert und besetzt. Schon am 4. Mai war die kaiserliche Familie, darunter auch Erzherzog Rudolph, Beethovens Förderer und Schüler, aus Wien in den ungarischen Teil ihres Herrschaftsbereiches geflohen. Beethovens Haltung Napoleon gegenüber schlug 1809 in Ablehnung um. Die Materialien zum 5. Klavierkonzert machen das deutlich: Etliche Skizzen zum 5. Klavierkonzert befinden sich in unmittelbarer Nachbarschaft mit Skizzen zu Heinrich Joseph von Collins Wehrmannslied „Östreich über alles“. Beethoven vollendete die Lied-Komposition jedoch nicht. Ein weiteres Zeugnis von Beethovens Patriotismus findet sich im Partiturautograph zum 5. Klavierkonzert, zu Beginn des 2. Satzes. Beethoven hält hier fest „Östreich [sic] löhne Napoleon“ – Österreich zahle es Napoleon heim! Aus dieser Bemerkung schließt Hans-Werner Küthen, Herausgeber des Klavierkonzerts in der Neuen Beethoven-Gesamtausgabe, dass Beethoven den Mittelsatz des Konzerts wohl erst nach der Eroberung Wiens geschrieben hat.
Die Uraufführung erfolgte am 13. Januar 1811 in einem halböffentlichen Konzert im Wiener Palais des Fürsten Joseph Lobkowitz mit dem Erzherzog als Solist. Dies belegt eine Tagebuchnotiz des Grafen Johann Nepomuk von Chotek, der auch die anderen Programmpunkte festhielt. Am 28. November 1811 folgte im Leipziger Gewandhaus eine Aufführung mit dem Pianisten Friedrich Schneider. Zur ersten öffentlichen Aufführung kam es in Wien erst am 11. Februar 1812 bei einer Akademie im Theater am Kärntnertor, bei der Beethovens Schüler Carl Czerny den Solopart übernahm. Im Gegensatz zu seinen übrigen Klavierkonzerten ist Beethoven selbst mit dem Werk nie öffentlich aufgetreten, wohl bedingt durch seine zunehmende Schwerhörigkeit.
Nicht zufällig war das Klavierkonzert Nr. 5 bereits 1810 bei Clementi in London und im Februar 1811 im Verlag Breitkopf & Härtel (wie die Druckbücher des Verlags ausweisen) in Druck erschienen – also geraume Zeit vor der Uraufführung, so dass die wirklichen Kenner, allen voran Erzherzog Rudolph, das neue Werk schon gründlich studieren konnten. Die wichtigste Erklärung für die frühe Veröffentlichung ist, dass dieses Konzert nicht mehr für die Aufführung durch den Komponisten selbst gedacht war. Darüber hinaus war es nicht nur für professionelle Konzertpianisten wie Czerny bestimmt, dies ist schon der Solostimme anzusehen: Bis dahin war es üblich, im gedruckten Solopart die Orchesterstimmen nur durch einen bezifferten Bass anzudeuten, so konnten erfahrene Solisten die Orchesterpassagen verfolgen und situativ mitspielen. Hier dagegen ist die Klavierstimme mit einem vollwertigen Klavierauszug versehen. Außerdem ließ Beethoven im Solopart an einigen Stellen Alternativ-Versionen (ossia) abdrucken, die entweder technisch weniger anspruchsvoll oder auf kleineren Instrumenten mit geringerem Tonumfang spielbar waren. Auch durch die außergewöhnlich präzisen Vortragsanweisungen unterscheidet sich die Ausgabe dieses Konzerts von allen vorangegangenen: Artikulation, Pedalgebrauch, Klangfarbe, Ausdrucksgehalt – nichts sollte dem Zufall überlassen bleiben. Und die Kadenzen, traditionell die Teile des Konzerts, in denen sich der Solist frei entfalten konnte, werden nun bis zur letzten Note ausgeschrieben.
Wegen seines „heroischen“ Tons erhielt das Konzert in Großbritannien den Beinamen „Emperor Concerto“ (nach Johann Baptist Cramer), was später mit „Kaiserkonzert“ übersetzt wurde, wobei unklar bleibt, welcher Kaiser überhaupt gemeint sein soll.

## Musikalische Gestalt (Analyse)

### 1. Satz: Allegro
Es-Dur, 4/4-Takt, 576 Takte

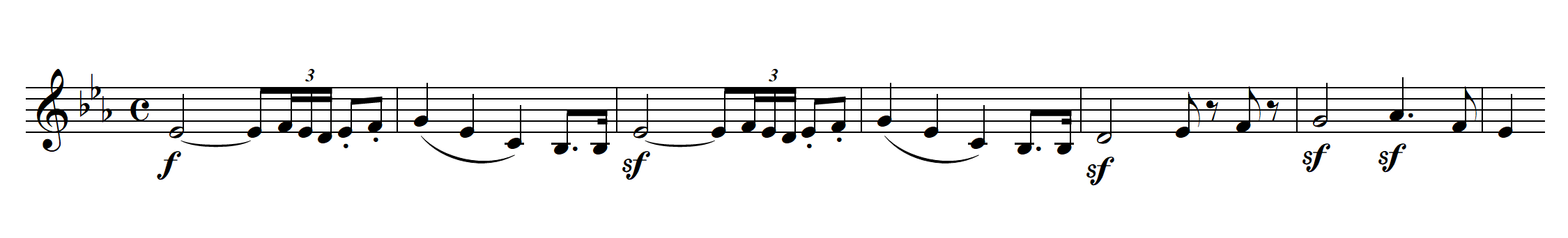
Hauptthema (T. 8-14), 1. Satz

Der Kopfsatz steht in Sonatensatzform. Die Orchesterexposition (T. 1–111) eröffnet Beethoven – entgegen allen bisherigen Konventionen – mit einer virtuos auskomponierten Solokadenz (T. 1–11). Somit wird der eigentliche Schluss hier quasi zum Anfang des Stücks: Das Orchester markiert zunächst die Kadenzakkorde mit der Tonika (Es-Dur), der Subdominante (As-Dur) und der Dominante (B-Dur), jeweils gefolgt von prächtigen Klavierpassagen, die schließlich in die Grundtonart zurückführen. Der Hauptsatz (T. 11–29) beginnt mit dem schwungvollen Hauptthema (7 in 2+2+3 Takte) in Es-Dur, welches von den 1. Violinen vorgestellt wird. Nach einer kurzen, eher formelhaften Überleitung (T. 29–40) folgt in Takt 41 der Seitensatz. Das kontrastierende Seitenthema (8 in 4+4 Takte), welches bei Beethoven oft verschiedenartige Gestalten aufweisen kann, erscheint erstmals in den Streichern, Klarinetten und Fagotten (staccato / pp) in der Varianttonart es-Moll und wird danach in Takt 49 von den beiden Hörnern quasi „im Volkston“ (dolce / legato) in Es-Dur übernommen. Ein dialogisches Wechselspiel der 1. Violinen mit den Bässen steigert sich in der Folge zu einer ausgedehnten Schlussgruppe (T. 57–111) in Es-Dur, die zunächst wieder Hauptsatzmaterial verwendet, in den Takten 78–85 dann von einer zweimaligen Holzbläserpassage unterbrochen wird und nach einem kurzen, in Takt 97 beiläufig eingeführten Nebengedanken in den 1. Violinen (mit triolischer Begleitung) schließlich auf der Dominante endet.
Nun leitet das Klavier mit einem chromatisch aufsteigenden Lauf zur Soloexposition (T. 111–268) über. Das Hauptthema in Es-Dur erscheint diesmal charakterlich verändert im Klavier und auch in der Folge überrascht Beethoven mit unerwarteten Stimmungswechseln, dynamischen Kontrasten sowie tonartlichen Ausweichungen. Das Seitenthema im Klavier beginnt in Takt 151 völlig unerwartet in der Untermediante h-Moll (eigentlich ces-Moll) und wechselt in Takt 159 – nun enharmonisch verwechselt – in dessen Variante Ces-Dur. Erst in der folgenden Orchesterpassage wird mittels chromatischer Rückung die für den Seitensatz und die Schlussgruppe (T. 227–268) erwartete Dominanttonart B-Dur erreicht. Der melodische Nebengedanke erscheint in Takt 254 überraschenderweise in der Obermediante G-Dur, endet jedoch wiederum halbschlüssig und mündet dabei nahtlos in die Durchführung. Beethoven erweitert die ursprüngliche Tonartendisposition der klassischen Sonatensatzform mit Tonika (Es-Dur) und Dominante (B-Dur) hier also durch die beiden Medianten (h-Moll bzw. Ces-Dur sowie G-Dur) und greift dadurch den Komponisten der Romantik (u. a. Schubert, Brahms) vor.
Die Durchführung (T. 268–356) beginnt Beethoven nun mit dem Hauptthema in G-Dur und führt den Hörer in einem facettenreichen Dialog zwischen Klavier und Orchester durch verschiedene Motive, Klangfarben und Tonarten (c-Moll, G-Dur, Des-Dur und Es-Dur). Sie umfasst insgesamt 94 Takte, verarbeitet inhaltlich v. a. Material des Hauptsatzes und der Schlussgruppe (nicht aber den Seitensatz!) und gliedert sich – wie zur Zeit der Wiener Klassik üblich – standardmäßig in folgende drei Abschnitte (nach Erwin Ratz): 1. Einleitung (T. 268–279), 2. Kern (T. 280–337) mit Modulationsprozessen, 3. Verweilen auf der Dominante bzw. Rückleitung (T. 338–356).
Die Reprise (T. 357–476) ist, wie üblich, variiert und durch eine ausgedehnte Coda erweitert. Nach der einleitenden Solokadenz (T. 357–367) wird das Hauptthema vom Orchester in strahlendem Es-Dur rekapituliert und in Takt 377 vom Klavier mit chromatischen Vorhalten variiert. Auch das Seitenthema erscheint in Takt 403 wieder, diesmal aber in cis-Moll bzw. Des-Dur und in Takt 419 schließlich normhaft in der Grundtonart Es-Dur. Die nachfolgende Schlussgruppe (ab T. 436) erscheint leicht verkürzt, der melodische Nebengedanke (vgl. T. 97–102) sowie die obligate Solo-Kadenz fehlen; stattdessen führt eine ausgeschriebene Klavierpassage weiter in die Coda. Um Missverständnisse zu vermeiden, ließ Beethoven in Takte 491 über dem Quartsextakkord – in diesem Kontext normalerweise das Signal für den Einschub einer Kadenz – die folgende Anweisung drucken: Non si fa una Cadenza, ma s'attacca subito il seguente (Man spiele keine Kadenz, sondern schließe sofort das Folgende an). Offenbar hatte der Komponist wenig Vertrauen in die musikalische Kompetenz der Pianisten seiner Zeit.
Im Rahmen der Coda, welche Beethoven hier – wie auch in seinen Sinfonien – ganz im Sinne einer sogenannten Schlussdurchführung gestaltet, erscheint in Takt 503 nun letztmals das Seitenthema in es-Moll (in seiner ursprünglichen Gestalt) im Klavier sowie dessen liedhafte Variante (vgl. T. 49–56) in den Hörnern in Es-Dur. Im weiteren Verlauf finden sich Fragmente des Hauptthemas im Wechsel zwischen Orchester und Klavier sowie in Takt 544 der bisher ausgesparte Nebengedanke in den Holzbläsern sowie im Solopart. Der Satz endet nach einer fulminanten Steigerung – Beethoven schreibt hier das erste Fortefortissimo (fff) der Musikgeschichte – in traditioneller Manier.

### 2. Satz: Adagio un poco moto
H-Dur, Allabreve-Takt, 82 Takte
Der ergreifende Mittelsatz ist in H-Dur gesetzt, einer mit Es-Dur enharmonisch verwechselt terzverwandten Tonart (eigentlich Ces-Dur), und erinnert in seiner Klanglichkeit bereits an die Klaviermusik von Chopin oder Liszt. Dabei handelt es sich um eine dreiteilige Adagio-Form (nach Ratz) mit der Gliederung in A B B' A' A'' sowie einer 3-taktigen Überleitung zum letzten Satz.
Gedämpfte Streicher über einer gezupften Basslinie (vgl. Walking Bass) stellen zunächst das getragene, choralhafte Hauptthema (16 Takte) vor, ehe in Takt 16 das Klavier übernimmt und ein zweites Thema (11 Takte) zur Begleitung des Orchesters vorträgt, welches in Takt 26 in der Dominante Fis-Dur endet. Ein 2-taktiges Zwischenspiel der Streicher moduliert weiter nach D-Dur, wo in Takt 28 das Klavier diesmal mit einer Variante des zweiten Themas einsetzt und nach einer längeren Trillerkette gemeinsam mit dem Orchester in die Grundtonart H-Dur zurückkehrt. In Takt 45 kommt es zur Rekapitulation des Hauptthemas, wobei das Klavier zunächst melodieführend, bei seiner variierten Wiederholung durch die Holzbläser (ab T. 60) dann aber nur noch begleitend mitwirkt, um nach einem mehrtaktigen Reduktionsprozess (sempre più diminuendo) schließlich in der tiefen Lage zu verklingen (morendo).
In den Takten 79–82 komponierte Beethoven einen nahtlosen Übergang zum finalen Rondo: Die beiden Fagotte wechseln hier ihren Halteton – im Sinne einer harmonischen Rückung – unisono von h nach b, der Dominante von Es-Dur, und übergeben ihn an die Hörner. Das Klavier deutet nun zwei Mal leise und langsam das Thema des letzten Satzes an, um beim dritten Anlauf dann direkt in den 3. Satz überzugehen (attacca il Rondo).

#### Tempobezeichnung
Ursprünglich war im Autograph das Tempo des Satzes  mit „Andante un poco moto“ angegeben. Mit anderer Schrift wurden später einzelne Buchstaben des Wortes „Andante“ in „Adagio“ abgeändert. In den meisten heutigen Aufnahmen wird ein Tempo zwischen 40 und 46 Viertel pro Minute gewählt. Carl Czerny, der Pianist der ersten öffentlichen Aufführung (1812), sieht 1839 dagegen mit MM 60 je Viertel ein deutlich schnelleres Tempo vor und merkt an: Das Adagio darf nicht schleppend gehen. Diese Interpretationsweise entspricht den Forderungen zur Zeit Beethovens beispielsweise bei Johann Philipp Kirnberger (1776), wonach die Taktart alla breve noch einmal so geschwind, als ihre Notengattungen anzeigen, vorgetragen wird, es sey denn, daß die Bewegung durch die Beywörter grave, adagio etc. langsamer verlangt wird.

### 3. Satz: Rondo. Allegro
Es-Dur, 6/8-Takt, 431 Takte

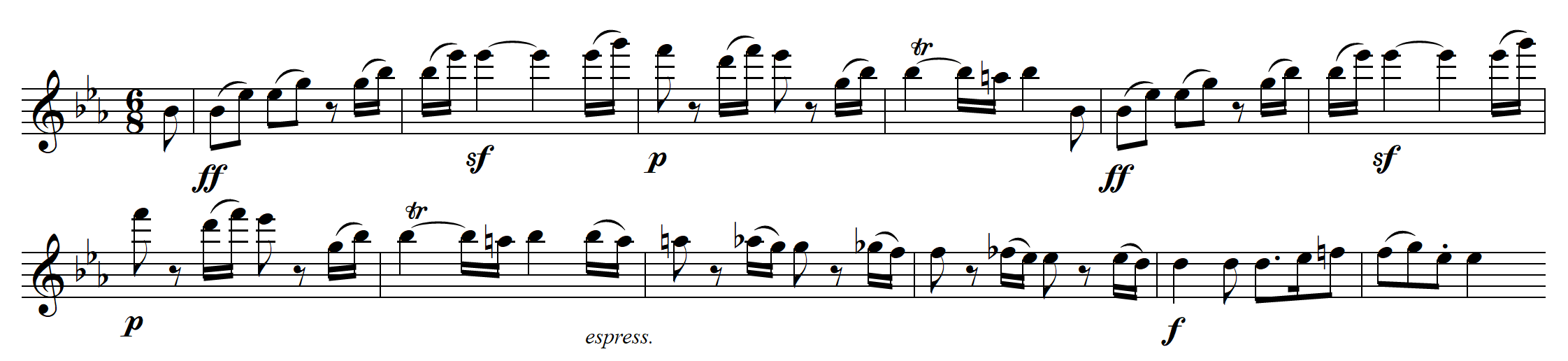
Hauptthema (T. 1-12), 3. Satz

Den Schlusssatz mit der Gliederung in A B A C A B A + Coda eröffnet das Klavier unbegleitet im donnernden Fortissimo. Das Hauptthema in Es-Dur, bestehend aus einem aufstrebenden Dreiklang und einem abwärts geführten Gegenmotiv, wirkt aufgrund seines ungewöhnlichen rhythmischen Profils, der kontrastreichen Gestaltung sowie seiner formalen Offenheit fast schon „zwanghaft“ freudig – manch einer fühlt sich hier eher an ein manisches „Grinsen“ als an ein natürliches „Lächeln“ erinnert – und bildet somit einen deutlichen Kontrast zum Mittelsatz. Das Orchester wiederholt das Hauptthema in Takt 17 und erweitert es diesmal zu einem in sich geschlossenen Themenkomplex von insgesamt 26 Takten. Das gesangliche Seitenthema (dolce) erscheint in Takt 49 zunächst in Es-Dur sowie in Takt 72 in neuer Gestalt dann in B-Dur, ehe das Hauptthema im Sinne eines Refrains in Takt 94 wieder in der Grundtonart erscheint und die Exposition damit komplettiert.
Beethoven lässt hier die Form des Rondos, wie in der Wiener Klassik üblich, mit der Sonatensatzform verschmelzen (Sonatenrondo).
Im Durchführungsteil wird das Hauptthema über die Tonarten C-Dur (T. 138), As-Dur (T. 162) und sogar E-Dur (T. 189) geführt, Material des Seitensatzes fehlt – wie schon im Kopfsatz – jedoch auch hier gänzlich. Ein verlängerter Doppeltriller auf der Dominante und die zweimalige Andeutung des Hauptthemas in den Streichern in Takt 238 – vergleichbar mit dem Übergang vom 2. zum 3. Satz – leiten in Takt 246 in die Reprise über: Haupt- und Seitensatz (T. 294) erscheinen nun leicht variiert in Es-Dur, ehe das Hauptthema in Takt 341 nochmals in der Subdominanttonart As-Dur (statt Es-Dur) auftritt, im weiteren Verlauf jedoch wieder in die Grundtonart zurückfindet.
In der Coda überrascht Beethoven den Hörer dann in Takt 402 zunächst mit einem – für die damalige Zeit unüblichen – Duett des Klaviers mit der Pauke, deren Ostinato sich in der Folge allmählich verlangsamt und beinahe verklingt (ritardando / pianissimo), ehe das Klavier unvermittelt und tempomäßig übersteigert (Più allegro / fortissimo) zum Anfangscharakter des Satzes zurückführt und in Takt 425 das Orchester mit dem verkürzten Hauptthema in Es-Dur einen triumphalen Schlusspunkt setzt.

## Besetzung
Klavier solo, 2 Flöten, 2 Oboen, 2 Klarinetten in B (im 2. Satz in A), 2 Fagotte, 2 Hörner in Es (im 2. Satz in D), 2 Trompeten in Es, Pauken (in Es und B) und Streicher: Violine (2), Bratsche, Violoncello, Kontrabass
Im 2. Satz sind die 2. Flöte, die 2. Klarinette sowie die Trompeten und Pauken tacet.

## Stellenwert im Gesamtwerk
Das 5. Klavierkonzert op. 73 ist Beethovens letztes reines Klavierkonzert, auch wenn er später noch sein Violinkonzert op. 61 für Klavier umschrieb. Es entstand in seiner mittleren Schaffensperiode, zeitnah mit der 5. bis 7. Sinfonie, dem 4. Klavierkonzert und der Chorfantasie op. 80. Die Zeit zwischen 1803 und 1813 war die produktivste Arbeitsphase des Komponisten. Das Werk setzt den Stil des sinfonischen Klavierkonzerts fort, den zuvor Mozart in seinen späten Klavierkonzerten ab KV 466 (1785) ausgebildet hatte, und markiert einen vorläufigen Höhepunkt in der Geschichte dieses Genres. Wie seine 9 Sinfonien beeinflussten auch Beethovens Klavierkonzerte – insbesondere aber dieses berühmte Es-Dur-Konzert – nachhaltig spätere Komponisten (u. a. Schumann, Brahms, Chopin und Liszt sowie Tschaikowski und Rachmaninow) und lieferten somit entscheidende Impulse für die weitere Entwicklung der Gattung.